# Ocotea duidensis
Ocotea duidensis är en lagerväxtart som beskrevs av Harold Norman Moldenke. Ocotea duidensis ingår i släktet Ocotea och familjen lagerväxter. Inga underarter finns listade i Catalogue of Life.